# Anthony Forwood
Anthony Forwood, właśc. Ernest Lytton Forwood (ur. 3 października 1915 w Weymouth, zm. 18 maja 1988 w Londynie) – angielski aktor.

## Życiorys
Urodził się w miejscowości Weymouth.
Pierwszą rolę filmową odegrał w komedii Ralpha Thomasa Traveller’s Joy (1949). Jeszcze tego samego roku u boku Sida Jamesa pojawił się w thrillerze The Man in Black w reżyserii Francisa Searle’a. Wsławił się rolą Willa Scarleta w disneyowskiej produkcji The Story of Robin Hood and His Merrie Men (1952), z nią też jest prawdopodobnie najbardziej kojarzony. W roku 1953 zagrał w nominowanym do Oscara filmie Rycerze Okrągłego Stołu (Knights of the Round Table), na ekranie towarzysząc takim sławom jak Robert Taylor, Ava Gardner czy Stanley Baker, oraz udzielił się w dramacie kryminalnym Terence’a Fishera Mantrap. Ostatni występ zaliczył na ekranie telewizyjnym, wcielając się w postać Jima Hartleya w odcinku serialu Colonel March of Scotland Yard (1956).
Zmarł w wieku siedemdziesięciu dwóch lat w Kensington and Chelsea (dzielnica Londynu). Przyczyną śmierci był rak wątrobowokomórkowy oraz choroba Parkinsona.

## Życie prywatne
29 sierpnia 1942 ożenił się z aktorką Glynis Johns. Ich jedynym dzieckiem był Gareth Forwood (1945–2007). Rozwiedli się w czerwcu 1948. W latach 1938–1988 był partnerem aktora i pisarza Dirka Bogarde’a. Para zamieszkiwała w Amersham w Anglii, a następnie – aż do momentu śmierci Forwooda – we Francji.